# Hominoidea
Cet article concerne les informations zoologiques. Pour les aspects culturels et historiques liés aux singes en dehors des humains, voir Singes.
Hominoïdes · Grands singes
Super-famille
Familles de rang inférieur
- Hylobatidae (gibbons)
- Hominidae (orang-outans, gorilles, chimpanzés, bonobos et hommes)

Les Hominoïdes (Hominoidea), plus communément désignés sous l’appellation de grands singes, ou encore de singes sans queue,, forment l'une des deux super-familles de singes de l'Ancien Monde ou Catarrhiniens. Les Hominoïdes comprennent les gibbons, les orang-outans, les gorilles, les chimpanzés, les bonobos et les humains. L'autre super-famille est celle des singes à queue de l'Ancien Monde, ou Cercopithecoidea.

## Dénomination
L'expression « grands singes » est utilisée pour nommer l'ensemble des singes sans queue qui constituent cette super-famille, comme traduction de l'anglais « apes », qui s'oppose dans cette langue à « monkeys », qui ne désigne que les autres singes de l'Ancien Monde et les singes du Nouveau Monde.

## Classification phylogénétique

### Singes
Phylogénie des familles de singes, d'après Perelman et al. (2011) et Springer et al. (2012) :
| Cercopithecoidea | Cercopithecidae (Babouin, Macaque, Colobe…)                                                                   |
|                  | Cercopithecidae (Babouin, Macaque, Colobe…)                                                                   |
| Hominoidea       | \| \| Hylobatidae (Gibbon) \| \| \| \| \| \| Hominidae (Orang-outan, Gorille, Chimpanzé et Homme) \| \| \| \| |
|                  | \| \| Hylobatidae (Gibbon) \| \| \| \| \| \| Hominidae (Orang-outan, Gorille, Chimpanzé et Homme) \| \| \| \| |
|                  | Hylobatidae (Gibbon)                                                                                          |
|                  | |
|                  | Hominidae (Orang-outan, Gorille, Chimpanzé et Homme)                                                          |
|                  | |

|  | Hylobatidae (Gibbon)                                 |
|  |                                                      |
|  | Hominidae (Orang-outan, Gorille, Chimpanzé et Homme) |
|  |                                                      |

|  | Cebidae (Sapajou, Singes-écureuil, Ouistiti, Tamarin…)                                                  |
|  | |
|  | \| \| Pitheciidae (Saki, Ouakari, Titi…) \| \| \| \| \| \| Atelidae (Atèle, Singe-hurleur…) \| \| \| \| |
|  | |
|  | Pitheciidae (Saki, Ouakari, Titi…)                                                                      |
|  | |
|  | Atelidae (Atèle, Singe-hurleur…)                                                                        |
|  | |

|  | Pitheciidae (Saki, Ouakari, Titi…) |
|  |                                    |
|  | Atelidae (Atèle, Singe-hurleur…)   |
|  |                                    |

| Cercopithecoidea | Cercopithecidae (Babouin, Macaque, Colobe…)                                                                   |
|                  | Cercopithecidae (Babouin, Macaque, Colobe…)                                                                   |
| Hominoidea       | \| \| Hylobatidae (Gibbon) \| \| \| \| \| \| Hominidae (Orang-outan, Gorille, Chimpanzé et Homme) \| \| \| \| |
|                  | \| \| Hylobatidae (Gibbon) \| \| \| \| \| \| Hominidae (Orang-outan, Gorille, Chimpanzé et Homme) \| \| \| \| |
|                  | Hylobatidae (Gibbon)                                                                                          |
|                  | |
|                  | Hominidae (Orang-outan, Gorille, Chimpanzé et Homme)                                                          |
|                  | |

|  | Hylobatidae (Gibbon)                                 |
|  |                                                      |
|  | Hominidae (Orang-outan, Gorille, Chimpanzé et Homme) |
|  |                                                      |

|  | Cebidae (Sapajou, Singes-écureuil, Ouistiti, Tamarin…)                                                  |
|  | |
|  | \| \| Pitheciidae (Saki, Ouakari, Titi…) \| \| \| \| \| \| Atelidae (Atèle, Singe-hurleur…) \| \| \| \| |
|  | |
|  | Pitheciidae (Saki, Ouakari, Titi…)                                                                      |
|  | |
|  | Atelidae (Atèle, Singe-hurleur…)                                                                        |
|  | |

|  | Pitheciidae (Saki, Ouakari, Titi…) |
|  |                                    |
|  | Atelidae (Atèle, Singe-hurleur…)   |
|  |                                    |

### Hominoidea

#### Historique
Aristote faisait déjà la distinction entre singes avec queue (kèbes)  et sans queue (pithèques). Cette distinction s'est poursuivie au cours des siècles. Et on la retrouve par exemple chez  Buffon, avec le magot puis les autres macaques comme intermédiaire entre les singes sans et avec queue, conformément à la théorie de l'échelle des êtres.
| Dans les classifications anciennes, la famille des Hominidae ne comprenait que le genre Homo, les singes hominoïdes étant regroupés dans la famille des Pongidae. |
| |
| Puis les gibbons (les singes hominoïdes les moins proches de l'homme) ont été placés dans la famille des Hylobatidae. |
| |
| Puis, corrigeant la classification, tous les plus grands singes et les hommes ont été placés dans la famille des Hominidae, la sous-famille des homininae ne comprenant que le genre Homo, les plus grands singes étant regroupés dans la sous-famille des Ponginae. |
| |
| La compréhension de la phylogénie des singes a conduit à dépasser l'opposition entre singes et humains : les grands singes africains ont été rassemblés dans la sous-famille des Homininae, laissant alors le genre Pongo (les orang-outans) dans celle des Ponginae. Les chimpanzés, plus proches de l'homme, furent placés dans la tribu des Hominini et les gorilles dans celle des Gorillini. |

#### Classification actuelle

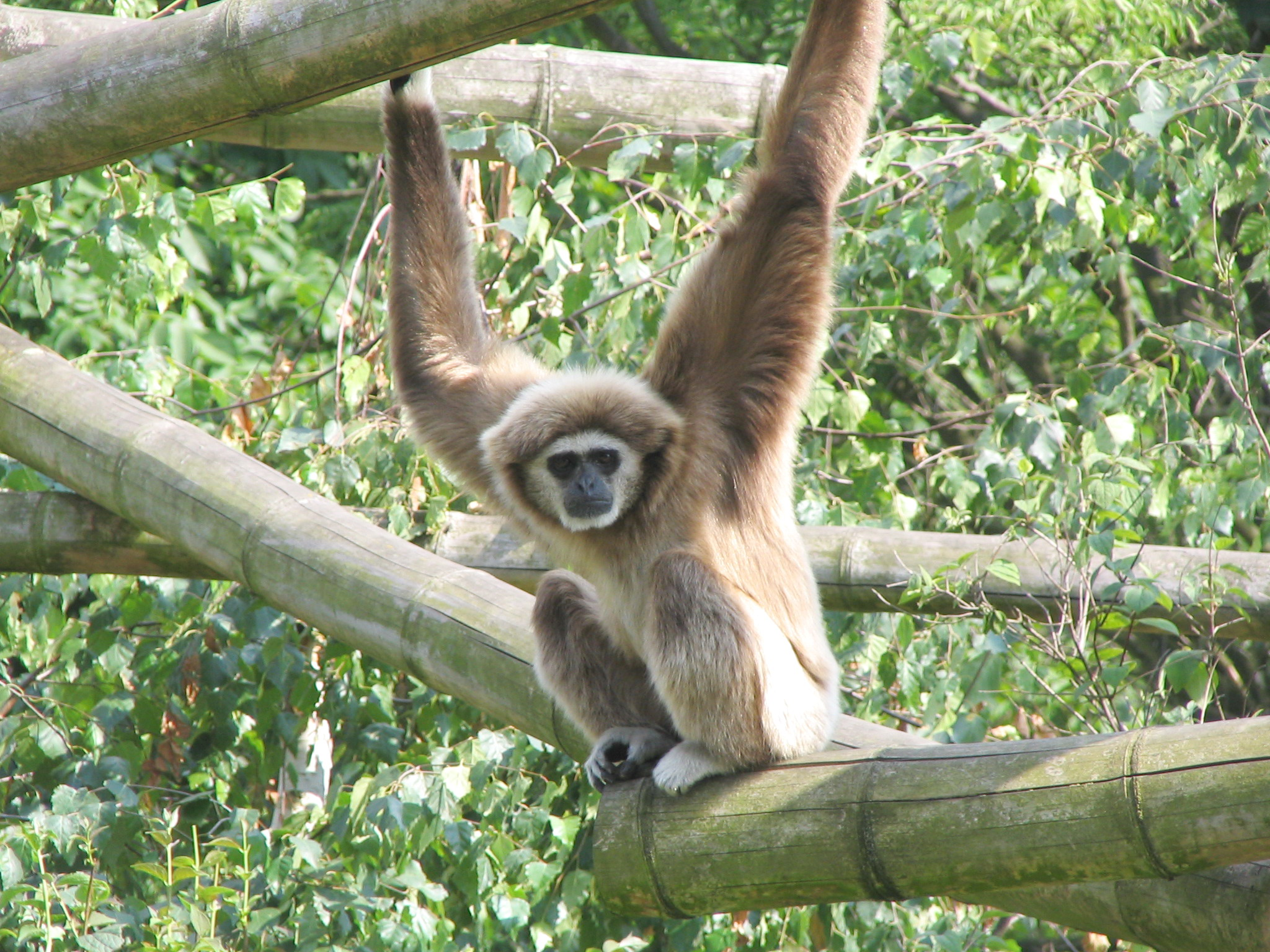
Un Gibbon à mains blanches au zoo de Berlin.

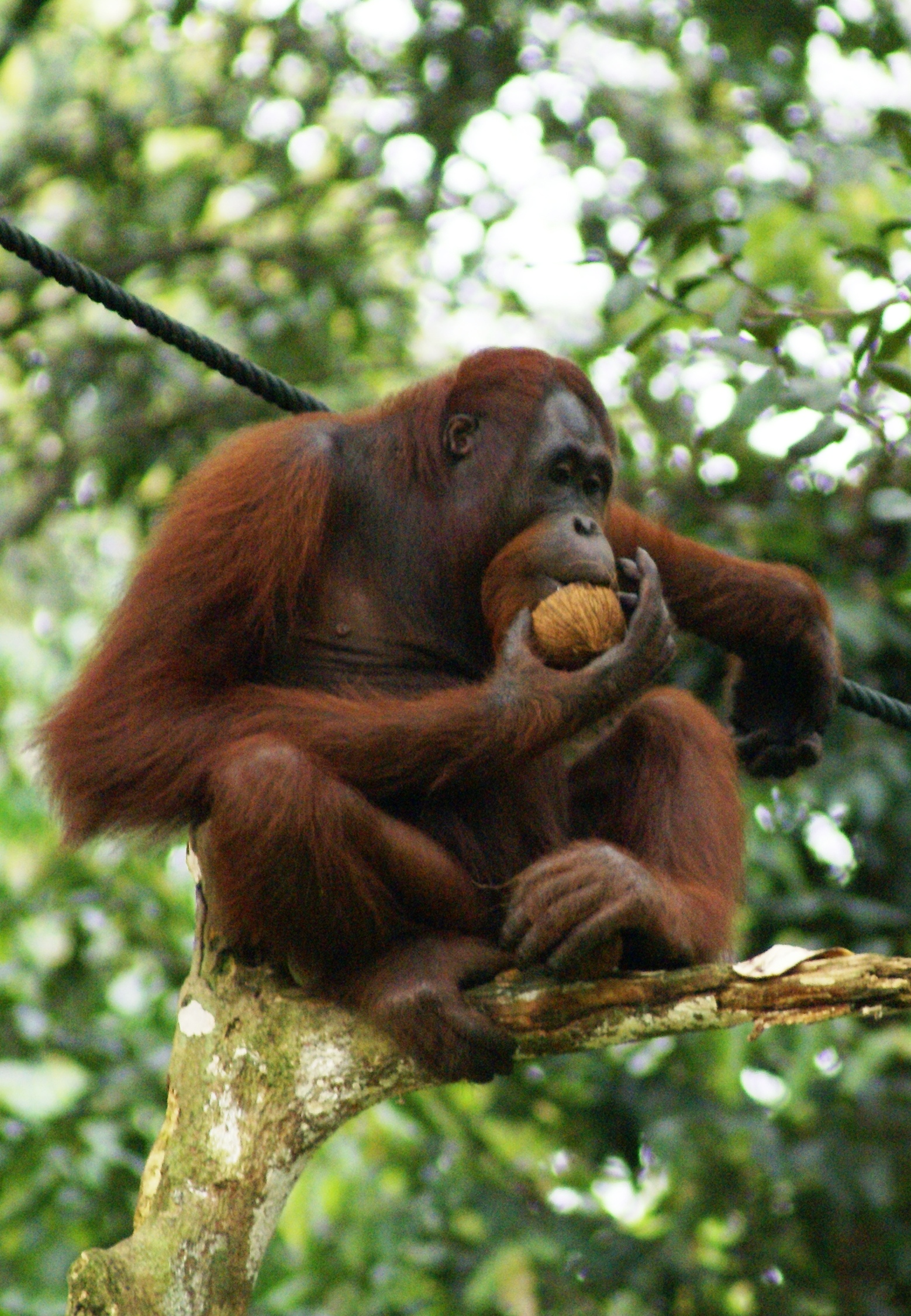
Un Orang-outan de Bornéo.

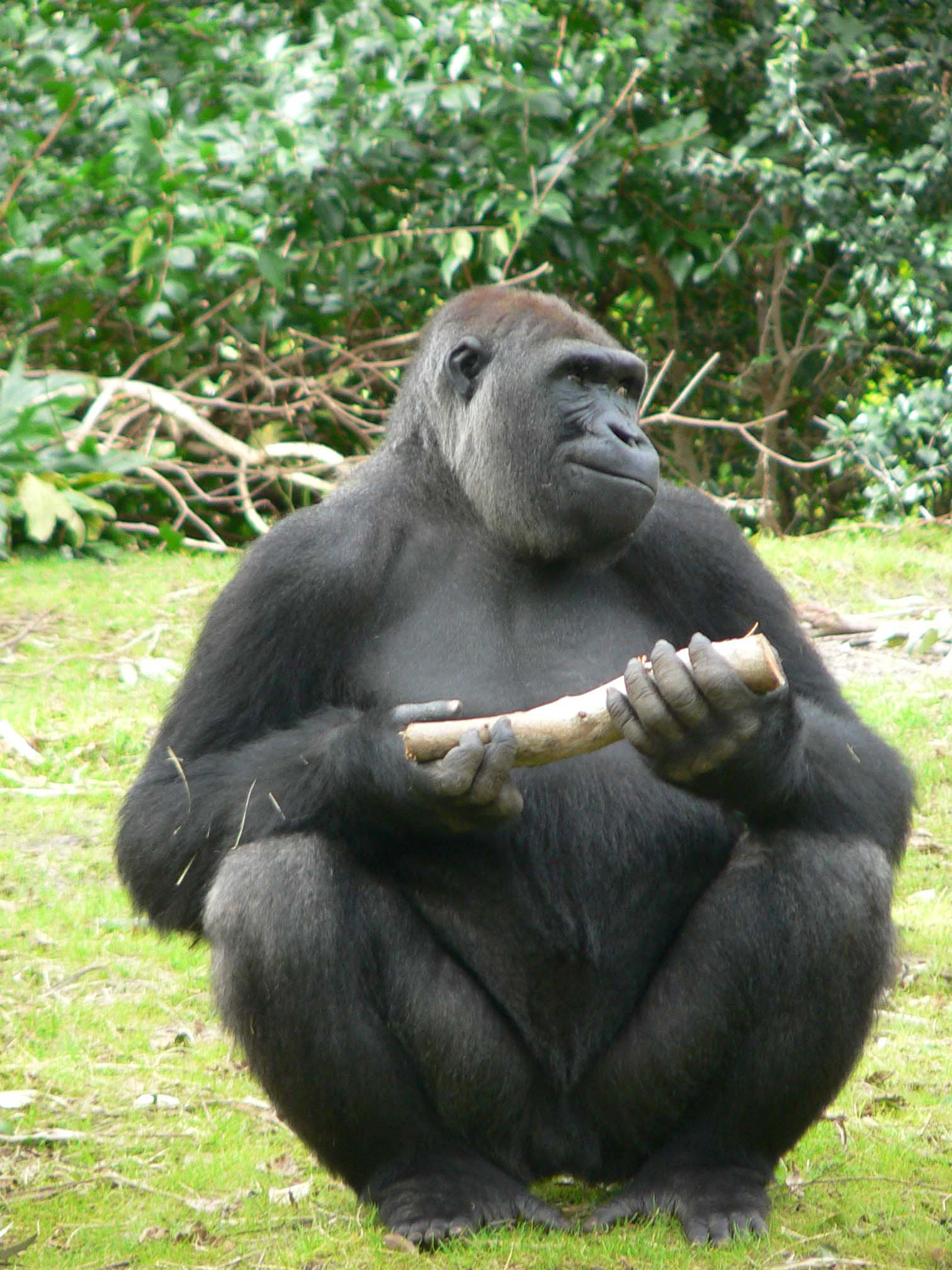
Un Gorille des plaines de l'Ouest.

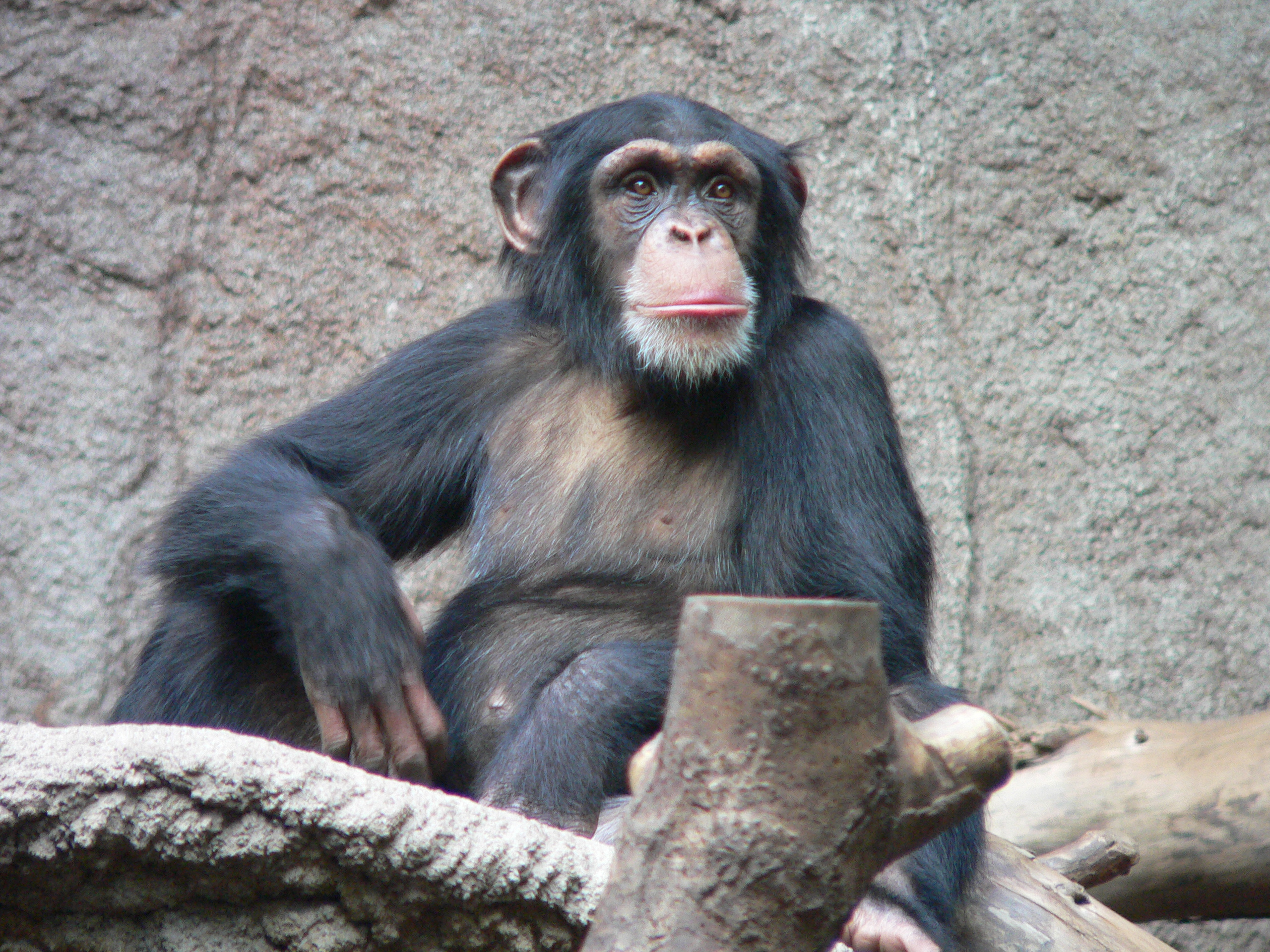
Un Chimpanzé commun au zoo de Leipzig.

Liste des familles actuelles selon ITIS et Mammal Species of the World:
- Hylobatidae (Gray, 1871) (gibbons), qui vivent en Asie du Sud-Est
- Hominidae (Gray, 1825)

Phylogénie des genres actuels d'hominidés, d'après Shoshani et al. (1996) et Springer et al. (2012) :
| Gorillini | Gorilla (Gorille)                                                                                             |
|           | Gorilla (Gorille)                                                                                             |
| Hominini  | \| Panina \| Pan (Chimpanzé) \| \| \| Pan (Chimpanzé) \| \| Hominina \| Homo (Homme) \| \| \| Homo (Homme) \| |
|           | \| Panina \| Pan (Chimpanzé) \| \| \| Pan (Chimpanzé) \| \| Hominina \| Homo (Homme) \| \| \| Homo (Homme) \| |
| Panina    | Pan (Chimpanzé)                                                                                               |
|           | Pan (Chimpanzé)                                                                                               |
| Hominina  | Homo (Homme)                                                                                                  |
|           | Homo (Homme)                                                                                                  |

| Panina   | Pan (Chimpanzé) |
|          | Pan (Chimpanzé) |
| Hominina | Homo (Homme)    |
|          | Homo (Homme)    |

| Gorillini | Gorilla (Gorille)                                                                                             |
|           | Gorilla (Gorille)                                                                                             |
| Hominini  | \| Panina \| Pan (Chimpanzé) \| \| \| Pan (Chimpanzé) \| \| Hominina \| Homo (Homme) \| \| \| Homo (Homme) \| |
|           | \| Panina \| Pan (Chimpanzé) \| \| \| Pan (Chimpanzé) \| \| Hominina \| Homo (Homme) \| \| \| Homo (Homme) \| |
| Panina    | Pan (Chimpanzé)                                                                                               |
|           | Pan (Chimpanzé)                                                                                               |
| Hominina  | Homo (Homme)                                                                                                  |
|           | Homo (Homme)                                                                                                  |

| Panina   | Pan (Chimpanzé) |
|          | Pan (Chimpanzé) |
| Hominina | Homo (Homme)    |
|          | Homo (Homme)    |

Sur le plan génétique, les humains possèdent 23 paires de chromosomes, alors que les autres espèces vivantes d'Hominidae possèdent 24 paires de chromosomes. Néanmoins au sein de cette famille, les cinq chromosomes {6, 19, 21, 22, X} sont pratiquement identiques. Les Hylobatidae, quant à eux, possèdent un nombre de chromosomes différent dans chacun de leurs quatre genres.

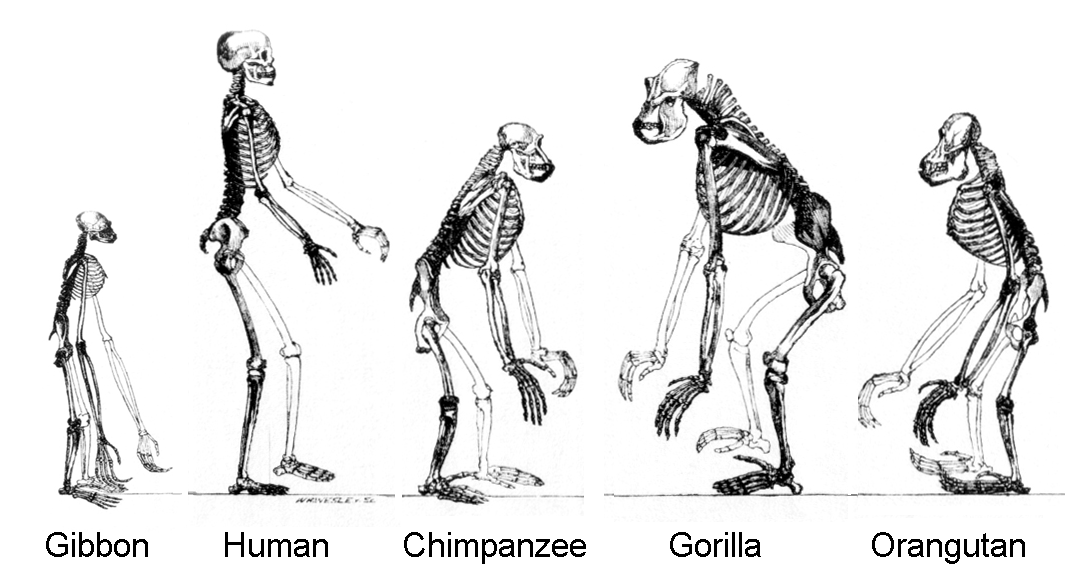
Squelettes des cinq groupes d'hominoïdes actuels.

## Histoire évolutive
La Grande Coupure, il y a 34 millions d'années, qui marque la limite entre l'Éocène et l'Oligocène, se caractérise par un refroidissement rapide qui a un impact négatif important sur la flore et la faune, notamment celle des Primates. Après une longue phase fraiche, le climat global se réchauffe à la fin de l'Oligocène, et les forêts s'étendent à nouveau en Afrique et en Eurasie. Il y a au moins 25 millions d’années apparaissent sur le continent africain au sein des singes catarrhiniens deux groupes distincts, les Cercopithécoïdes (macaques, babouins, colobes) et les Hominoïdes (singes sans queue). Chez ces derniers, les vertèbres terminales se sont atrophiées et soudées pour former un coccyx,.
Vers la fin du Miocène inférieur, partant d'Afrique, certains groupes d'hominoïdes vont coloniser l'Asie et l'Europe, formant notamment les Hylobatidae et les Hominidae, puis ces derniers vont se subdiviser à leur tour en Ponginae (en Asie) et Homininae (en Afrique et en Eurasie).

Les différentes lignées d'hominoïdes subsistantes et fossiles, depuis 20 millions d'années.

### Perte de la queue
Depuis le XXe siècle on soupçonne la perte de la queue chez les hominoïdes d'être due à une altération du gène TBXT, car des mutations du gène homologue Tbxt chez la souris engendrent des individus à queue courte. Ce n'est cependant qu'en 2024 que le processus précis, complexe, a été élucidé. Le gène TBXT des humanoïdes, cloné et séquencé en 1990, comporte une séquence Alu située sur le 6e intron, entre les exons 6 et 7. Cette séquence, spécifique des hominoïdes, est nécessairement héritée de leur dernier ancêtre commun et acquise par l'un de ses ancêtres. Une telle séquence, située sur un intron, ne devrait avoir aucune conséquence génétique mais il se trouve qu'une autre séquence Alu, bien plus ancienne, se trouve sur le 5e intron, de l'autre côté de l'exon 6. Lors de la maturation de l'ARN messager, les deux séquences Alu s'apparient et forment une boucle contenant l'exon 6, qui est éliminée : sur l'ARN mature les exons 5 et 7 se retrouvent contigus. Chez les primates non hominoïdes les introns sont éliminés normalement et les 8 exons du gène sont conservés : la protéine codée par TBXT est plus courte chez les hominoïdes. La perte de la queue, qui ne semble pas apporter d'avantage sélectif, est sans doute un accident génétique qui s'est produit dans une très petite population (un goulet d'étranglement) en Afrique de l'Est, il y a sans doute environ 25 millions d'années, suite à des bouleversements géologiques (volcanisme,  réorganisation de réseaux fluviaux, changements climatiques…),.

### Familles fossiles

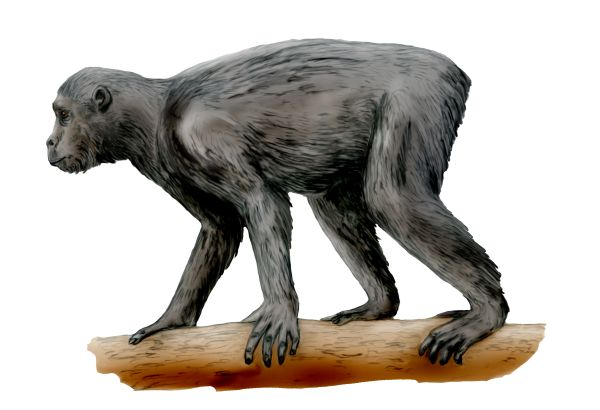
Reconstitution de Proconsul africanus
par Nobu Tamura.

Il a existé plusieurs familles d'hominoïdes aujourd'hui éteintes :
- les † Dendropithecidae (Harrison, 2002) : Kenya, Ouganda ;
- les † Proconsulidae (Leakey, 1963), comprenant deux sous-familles : 
  - les † Proconsulinae (Leakey, 1963) : Kenya, Ouganda,
  - les † Nyanzapithecinae (Harrison, 2002) : Kenya, Tanzanie ;
- les † Afropithecidae (Begun, 2002) : Kenya, Ouganda, Arabie ;
- les † Pliobatidae (Alba et al., 2015) : Espagne.

Les espèces du genre Proconsul, le plus connu des hominoïdes fossiles, vivaient en Afrique de l'Est durant le Miocène inférieur et moyen, de 22 à 14 millions d'années, dans un écosystème de forêt tropicale humide, c'est-à-dire un environnement complètement différent de ce qu'il est devenu aujourd'hui.
Au cours du Miocène inférieur et moyen, la super-famille des hominoïdes comptait un très grand nombre d'espèces. Beaucoup ont disparu vers la fin du Miocène moyen, peut-être en relation avec le refroidissement climatique qui s'est amorcé vers 15 millions d'années. La baisse consécutive des précipitations a pu entrainer une réduction du couvert forestier.